# ویزالیا (کنتاکی)
ویزالیا (به انگلیسی: Visalia) یک منطقهٔ مسکونی در ایالات متحده آمریکا است که در شهرستان کنتون، کنتاکی واقع شده‌است. ویزالیا ۰٫۷ کیلومتر مربع مساحت و ۱۱۱ نفر جمعیت دارد و ۱۶۱ متر بالاتر از سطح دریا واقع شده‌است.